# Временное Ферганское правительство
Вре́менное Ферга́нское прави́тельство (ВФП) (9 (22) октября 1919 — 22 февраля (6 марта) 1920) — правительство в Ферганской области Туркестана, во время Гражданской войны в России.

## История
Создано 22 октября 1919 года на совещании в Иркештаме. В советской официальной историографии инициатива создания ВФП приписывается английской разведке. На совещании присутствовали лидеры местного басмачества (курбаши), представители созданной в Ферганской долине Крестьянской армии Монстрова (из русских переселенцев), представители мусульманского духовенства и национальной буржуазии.

## Состав правительства
- Мадамин-бек (глава правительства и главнокомандующий);
- Монстров К. И. (заместитель главы правительства). В советских источниках Константин Монстров часто упоминается как полковник, а в некоторых современных источниках даже как полковник царской армии, в ряде других источников просто как бывший царский офицер. Более вероятно, что чин полковника Монстров получил из рук Мадамин-бека. Есть сведения, что до переселения в Среднюю Азию Монстров работал конторским служащим, затем подрядчиком. Служил волостным писарем. В 1914 году получил земельный надел в Джалям-Аббадском районе. Был владельцем мельницы[2];
- Муханов А. В. (военный министр). Комендант крепости Гульча;
- Ненсберг (министр внутренних дел). Еврей по национальности, до войны — присяжный поверенный.

Правительство должно было возглавить все антибольшевистские силы в борьбе против Туркестанской республики, оказать поддержку войскам Антанты в ходе английской интервенции в Средней Азии. Оно стремилось координировать выступления басмачей, организовало подготовку командных кадров, в сентябре 1919 года сформировало три отряда из числа бойцов Крестьянской армии.
Борьбу с ВФП осуществляли советские войска Ферганского, а затем Туркестанского фронта (командующий — Михаил Фрунзе), Туркестанская комиссия ВЦИК и СНК РСФСР.
В сентябре 1919 года объединённые войска Мадамин-бека и Крестьянской армии Монстрова взяли город Ош. В ходе боев за город погиб командир дружины Андижанского уездного комитета большевистской партии Бильдин.
В энциклопедии «Гражданская война и военная интервенция» указано, что Временное Ферганское правительство было сформировано 22 октября 1919 года. В то же время в этой же энциклопедии говорится, что ВФП находилось в Оше до 26 сентября 1919 года.
10 сентября 1919 года войска Мадамин-бека и Монстрова осадили Андижан. Осада продлилась до 23 сентября того же года. В бою под кишлаком Хакент (24 сентября) в окрестностях Андижана погиб председатель Революционного военного совета Ферганского фронта Спасибов Д. И.
Наступление Красной армии заставило Мадамин-бека и Монстрова покинуть Ош и перебраться в Джалал-Абад, где они располагались до 30 сентября. Затем в связи с захватом города красными правительство переехало в Иркештан, где оно и было провозглашено.
17 октября 1919 года войска ВФП потерпели поражение в районе крепости Гульча и города Иркештана.
Де-факто ВФП перестало существовать. Монстров был взят в плен (по другой версии[какой?] — сдался) 17 января 1920 года и позже был расстрелян. Мадамин-бек сдался в марте 1920 года. Позже, за сотрудничество с большевиками был казнен другой крупный курбаши басмачей, Хал-Ходжа.

## Курбаши
- Иргаш-курбаши (февраль 1918 — январь 1920);
- Мадамин-бек Ахметбеков (октябрь 1918 — 6 марта 1920; с 1919 — главный министр Временного Ферганского правительства);
- Муэтдин Усманалиев (1918—1922);
- Аман-Палван (1918—1923);
- Курширмат (1918—1921; с 1920 — эмир Ферганы);
- Холбута (в Ура-Тюбе, 1920—1922);
- Рахманкул (в Аблыке, 1918—1922);
- Парпи (в Алае, 1918—1922)[5].